# Odontodynerus brittoni
Odontodynerus brittoni är en stekelart som beskrevs av Giordani Soika. Odontodynerus brittoni ingår i släktet Odontodynerus och familjen Eumenidae. Inga underarter finns listade i Catalogue of Life.